# イワガラミ属
イワガラミ属 Schizophragma Sieb. et Zucc. は、アジサイ科に属する分類群の一つ。蔓になり、花序の外縁を飾る装飾花が1弁のみである。

## 特徴

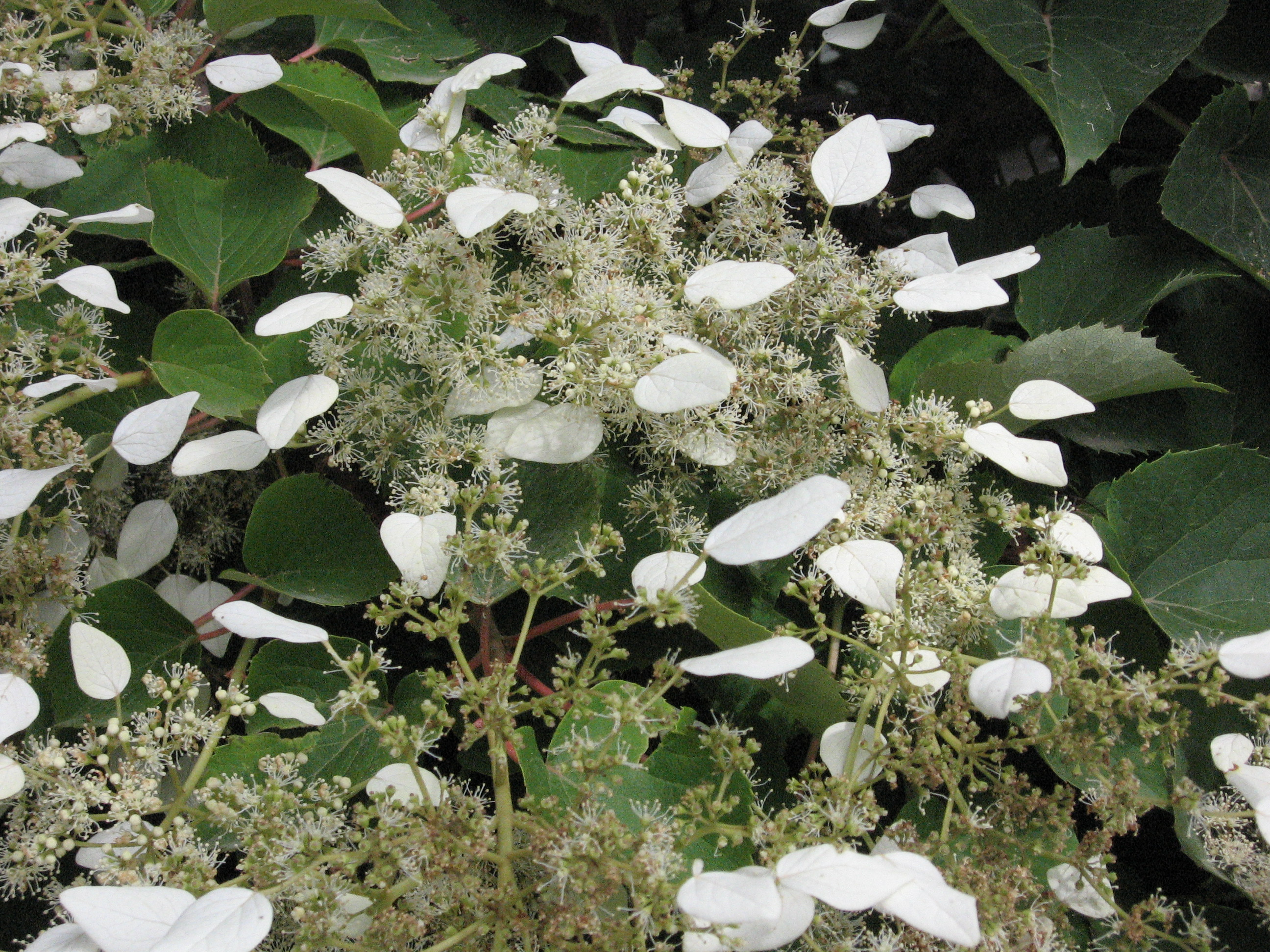
イワガラミ・花序の拡大

蔓になる木本で落葉性。枝の断面は丸く、中央に丸い随がある。1年経過した枝では樹皮が縦に裂け、短冊状に剥がれる。葉痕は逆三角形で、3個の維管束跡がある。冬芽は卵形で、2-4対の褐色の鱗片に包まれる。葉は対生、托葉はない。葉柄があり、葉身は単葉で縁は滑らかか鋸歯がある。
花序はその年の枝の先端に出て、散房状で周囲には装飾花が並ぶ。装飾花は不実で、萼片は1枚のみ。普通花は両性花で小さい。萼筒は子房と融合して花筒を構成、萼裂片は4-5、小さいが果実にまで残る。花弁は4-5あり、基部ではそれぞれ分かれているが、先端ではくっついたままで帽子状をなし、開花の直後にまとまって脱落する。雄蕊は10本、花糸は長い。花柱は単一で短く、先端が頭状に膨らんでいて、その部分で4-5に裂けている。子房は半下位。果実は蒴果で倒円錐形、肋が10個あり、それぞれの間で裂ける。種子は線形。

## 分布と種
東アジアに数種がある。日本には以下の種のみが知られる。
- Schizophragma　イワガラミ属
  - S. hydrangeoides　イワガラミ

## 分類
アジサイ科のものは、子房を構成する心皮の数だけ雌蕊があるのが普通で、本属の様に柱頭以外は融合しているものは多くない。また花弁が帽子状にまとまって開花直後に脱落するのも独特である。これらの特徴はシマユキカズラ属と共通している。この属は本属と近縁と考えられているが、この属では装飾花がない点ではっきりと異なる。なお、外見ではアジサイ属の蔓性の種（ツルアジサイなど）に似て見えるが、装飾花の萼片が1枚だけであるのがよい見分け点となる。